# MR12
MR12 er en forkortelse for Max Round 12 og er et regelsæt for klankampe i computerspillet Counter-Strike. Spilles der efter MR12-regelsættet i en cw (clan-war) eller pcw (practice clan-war) spiller man præcis 12 runder på hvert hold/side. Det hold der først vinder majoriteten(13 runder eller derover) af runderne vinder således også kampen.
Til forskel fra MR15 er rundetiden ved MR12 ofte 1:30, 1:45, 2 eller 3 minutter. Spillerne starter med hver 800 dollars.